# Златогоров Семен Іванович
Семен Іванович Златогоров (рос. Семён Иванович Златогоров, справжнє ім'я Симеон Гольдберг; 20 квітня (2 травня) 1873, Берлін — 17 березня 1931, Ленінград) — радянський мікробіолог, епідеміолог та інфекціоніст, член-кореспондент АН СРСР (1929).

## Біографія
У дитячому віці разом з батьками переїхав до Росії і прийняв прізвище Златогоров (буквальний переклад Гольдберг з німецької). У 1891 закінчив зі срібною медаллю гімназію в Ростові-на-Дону. У 1897 закінчив з відзнакою Військово-медичну академію в Санкт-Петербурзі. Учень І. П. Павлова і С. С. Боткіна. Спеціалізувався з мікробіології у Іллі Мечникова. З 1911 професор Психоневрологічного інституту, в 1920–1924 професор Військово-медичної академії і Ленінградського жіночого медичного інституту. У 1924-1929 керівник 1-го Українського санітарно-бактеріологічного інституту ім. І. І. Мечникова (Харків), з 1929 директор профілактичного інституту Військово-медичної академії.
У жовтні 1930 відряджений до міста Хібіногорськ для організації протиепідеміологічних заходів. В складеному ним звіті вказав на «доведені до межі антигігієнічні» побутові умови, в яких трудилися і жили гірники і спецпереселенці-будівельники тресту «Апатит» і зажадав тимчасового припинення припливу нових будівельників (при реальній можливості розміщення 5 тис. робочих їх налічувалося 14 тис.; на кожного робітника доводилося 0,5 м²). Заарештований як «ворог народу» 19 грудня 1930 року. Загинув у слідчому ізоляторі «Хрестів». Похований у Ленінграді.

## Наукова діяльність
Основні праці присвячені мінливості мікробів, вивчення якої дало Златогорову можливість використовувати для приготування вакцин мікробні штами, що володіють найбільшою імуногенністю. Вперше поставив питання про приготування асоційованих вакцин.
Розробляв питання етіології та профілактики кору та скарлатини, займався вивченням механізмів розвитку чуми і холери. Організатор і учасник експедиції по боротьбі з чумою, холерою та іншими тяжкими інфекційними хворобами в Астраханській губернії (1899), на Дону (1902), в Ірані (1904), Китаї (1911) та ін.

## Праці
- Чума. М. 1922;
- Вакцинотерапия в медицине, Харьков, 1923;
- Учение о микроорганизмах, ч. 1—3, П., 1916—18;
- Учение об инфекции и иммунитете, Харьков, 1928;
- Курс инфекционных заболеваний, т. 1—2, Москва — Ленинград, 1932-35.